# Bundestagswahlkreis Ostholstein – Stormarn-Nord
Der Bundestagswahlkreis Ostholstein – Stormarn-Nord (Wahlkreis 9) ist ein Wahlkreis in Schleswig-Holstein für die Wahlen zum Deutschen Bundestag. Er umfasst den Kreis Ostholstein und vom Kreis Stormarn die Stadt Reinfeld und das Amt Nordstormarn. Bis zur Bundestagswahl 2013 trug der Wahlkreis bei identischer Abgrenzung den Namen Ostholstein.

## Geschichte
Der Wahlkreis Ostholstein wurde zur Bundestagswahl 1976 neu gebildet. Er bestand bis zur Bundestagswahl 1994 allein aus dem Gebiet des Kreises Ostholstein, der vorher auf die Wahlkreise Plön und Segeberg – Eutin aufgeteilt war. Seit der Bundestagswahl 1998 gehören zum Wahlkreis auch die Gemeinde Reinfeld und das Amt Nordstormarn aus dem Kreis Stormarn. Zur Bundestagswahl 2013 wurde der Wahlkreis in Ostholstein – Stormarn-Nord umbenannt.

## Wahlkreisabgeordnete
| Wahl | Abgeordneter | Abgeordneter      | Partei | Stimmen in % |
| ---- | ------------ | ----------------- | ------ | ------------ |
| 1976 |              | Karl Carstens     | CDU    | 46,9         |
| 1980 |              | Günther Jansen    | SPD    | 48,8         |
| 1983 |              | Rolf Olderog      | CDU    | 52,3         |
| 1987 | 48,5         | Rolf Olderog      | CDU    |              |
| 1990 | 50,0         | Rolf Olderog      | CDU    |              |
| 1994 | 49,1         | Rolf Olderog      | CDU    |              |
| 1998 |              | Antje-Marie Steen | SPD    | 48,0         |
| 2002 |              | Bettina Hagedorn  | SPD    | 48,5         |
| 2005 | 44,6         | Bettina Hagedorn  | SPD    |              |
| 2009 |              | Ingo Gädechens    | CDU    | 38,5         |
| 2013 | 45,8         | Ingo Gädechens    | CDU    |              |
| 2017 | 41,5         | Ingo Gädechens    | CDU    |              |
| 2021 |              | Bettina Hagedorn  | SPD    | 33,7         |
| 2025 |              | Sebastian Schmidt | CDU    | 34,8         |

## Wahlergebnisse

### Bundestagswahl 2025
| Kandidaten                                             | Kandidaten                     | Parteien/Listen     | Erststimmen | Erststimmen | Zweitstimmen | Zweitstimmen |
| Kandidaten                                             | Kandidaten                     | Parteien/Listen     | Stimmen     | %           | Stimmen      | %            |
| ------------------------------------------------------ | ------------------------------ | ------------------- | ----------- | ----------- | ------------ | ------------ |
|                                                        | Bettina Hagedorn               | SPD                 | 38.070      | 25,4        | 29.511       | 19,7         |
|                                                        | Sebastian Schmidtgewählt im WK | CDU                 | 52.024      | 34,8        | 46.722       | 31,1         |
|                                                        | Annette Granzin                | GRÜNE               | 15.636      | 10,4        | 19.093       | 12,7         |
|                                                        | Tobias Maack                   | FDP                 | 5.423       | 3,6         | 7.656        | 5,1          |
|                                                        | Ralf Volker Schnurrbusch       | AfD                 | 25.929      | 17,3        | 26.495       | 17,7         |
|                                                        | Susanne Spethmann              | Die Linke           | 8.232       | 5,5         | 8.935        | 6,0          |
|                                                        | —                              | SSW                 | –           | –           | 3.167        | 2,1          |
|                                                        | —                              | Die PARTEI          | –           | –           | 1.064        | 0,7          |
|                                                        | David Frederic Gutzeit         | FREIE WÄHLER        | 2.636       | 1,8         | 1.355        | 0,9          |
|                                                        | Fleming Jensen                 | Volt                | 1.722       | 1,2         | 1.091        | 0,7          |
|                                                        | —                              | MLPD                | –           | –           | 42           | 0,0          |
|                                                        | —                              | BÜNDNIS DEUTSCHLAND | –           | –           | 222          | 0,1          |
|                                                        | —                              | BSW                 | –           | –           | 4.642        | 3,1          |
| Gesamt                                                 | Gesamt                         | Gesamt              | 149.672     | 100         | 149.995      | 100          |
|                                                        |                                |                     |             |             |              |              |
| Ungültige Stimmen                                      | Ungültige Stimmen              | Ungültige Stimmen   | 1.114       | 0,7         | 791          | 0,5          |
| Wähler                                                 | Wähler                         | Wähler              | 150.786     | 83,3        | 150.786      | 83,3         |
| Wahlberechtigte                                        | Wahlberechtigte                | Wahlberechtigte     | 181.112     |             | 181.112      |              |
|                                                        |                                |                     |             |             |              |              |
| Quellen: Die Bundeswahlleiterin, Kandidaten – Ergebnis |                                |                     |             |             |              |              |

### Bundestagswahl 2021
| Kandidaten                                             | Kandidaten                    | Parteien/Listen   | Erststimmen | Erststimmen | Zweitstimmen | Zweitstimmen |
| Kandidaten                                             | Kandidaten                    | Parteien/Listen   | Stimmen     | %           | Stimmen      | %            |
| ------------------------------------------------------ | ----------------------------- | ----------------- | ----------- | ----------- | ------------ | ------------ |
|                                                        | Bettina Hagedorngewählt im WK | SPD               | 47.714      | 33,7        | 42.520       | 30,0         |
|                                                        | Ingo Gädechens                | CDU               | 42.991      | 30,3        | 35.564       | 25,1         |
|                                                        | Jakob Brunken                 | GRÜNE             | 19.025      | 13,4        | 22.314       | 15,7         |
|                                                        | Jörg Hansen                   | FDP               | 13.289      | 9,4         | 17.986       | 12,7         |
|                                                        | Uwe Witt                      | AfD               | 9.647       | 6,8         | 10.073       | 7,1          |
|                                                        | Susanne Spethmann             | DIE LINKE         | 4.122       | 2,9         | 4.036        | 2,8          |
|                                                        | David Frederic Gutzeit        | FREIE WÄHLER      | 2.582       | 1,8         | 1.603        | 1,1          |
|                                                        | Michael Metzig                | dieBasis          | 2.032       | 1,4         | 1.691        | 1,2          |
|                                                        | Mergim René Schlüter          | Einzelbewerber    | 389         | 0,3         | –            | –            |
|                                                        | –                             | SSW               | –           | –           | 2.241        | 1,6          |
|                                                        | –                             | Tierschutzpartei  | –           | –           | 1.729        | 1,2          |
|                                                        | –                             | Die PARTEI        | –           | –           | 1.104        | 0,8          |
|                                                        | –                             | Volt              | –           | –           | 289          | 0,2          |
|                                                        | –                             | NPD               | –           | –           | 198          | 0,1          |
|                                                        | –                             | Team Todenhöfer   | –           | –           | 182          | 0,1          |
|                                                        | –                             | V-Partei³         | –           | –           | 111          | 0,1          |
|                                                        | –                             | ÖDP               | –           | –           | 102          | 0,1          |
|                                                        | –                             | Die Humanisten    | –           | –           | 88           | 0,1          |
|                                                        | –                             | du.               | –           | –           | 65           | 0,0          |
|                                                        | –                             | LKR               | –           | –           | 29           | 0,0          |
|                                                        | –                             | DKP               | –           | –           | 28           | 0,0          |
|                                                        | –                             | MLPD              | –           | –           | 13           | 0,0          |
| Gesamt                                                 | Gesamt                        | Gesamt            | 141.791     | 100         | 141.966      | 100          |
|                                                        |                               |                   |             |             |              |              |
| Ungültige Stimmen                                      | Ungültige Stimmen             | Ungültige Stimmen | 1.301       | 0,9         | 1.126        | 0,8          |
| Wähler                                                 | Wähler                        | Wähler            | 143.092     | 78,1        | 143.092      | 78,1         |
| Wahlberechtigte                                        | Wahlberechtigte               | Wahlberechtigte   | 183.138     |             | 183.138      |              |
|                                                        |                               |                   |             |             |              |              |
| Quellen: Die Bundeswahlleiterin, Kandidaten – Ergebnis |                               |                   |             |             |              |              |

### Bundestagswahl 2017
| Direktkandidat(in) | Partei       | Erststimmen in % | Zweitstimmen in % |
| ------------------ | ------------ | ---------------- | ----------------- |
| Ingo Gädechens     | CDU          | 41,5             | 35,6              |
| Bettina Hagedorn   | SPD          | 30,8             | 24,6              |
| Jakob Brunken      | GRÜNE        | 6,9              | 9,8               |
| Joachim Rinke      | FDP          | 7,3              | 13,2              |
| Klaus Eickmeyer    | DIE LINKE    | 4,4              | 6,0               |
| Axel Gehrke        | AfD          | 7,9              | 8,6               |
| -                  | NPD          | -                | 0,2               |
| Stephanie Lubnow   | FREIE WÄHLER | 0,8              | 0,6               |
| -                  | MLPD         | -                | 0,0               |
| -                  | BGE          | -                | 0,2               |
| -                  | ÖDP          | -                | 0,1               |
| -                  | Die PARTEI   | -                | 0,9               |
| Thomas Vollbracht  | FAMILIE      | 0,4              | -                 |

### Bundestagswahl 2013
| Direktkandidat          | Partei           | Erststimmen in % | Zweitstimmen in % |
| ----------------------- | ---------------- | ---------------- | ----------------- |
| Ingo Gädechens          | CDU              | 45,8             | 41,1              |
| Bettina Hagedorn        | SPD              | 37,2             | 31,6              |
| Bernd Buchholz          | FDP              | 2,3              | 6,1               |
| Maria-Elisabeth Fritzen | GRÜNE            | 5,4              | 8,0               |
| Karin Kohlmorgen        | LINKE            | 3,5              | 4,4               |
| Sven Jörns              | PIRATEN          | 1,6              | 1,6               |
| Sven Schmidt            | AfD              | 3,8              | 4,96              |
| Stefan Koch             | NPD              | 0,6              | 0,6               |
|                         | Rentner          | -                | 0,4               |
|                         | Freie Wähler     | -                | 0,5               |
|                         | MLPD             | -                | 0,0               |
|                         | Tierschutzpartei | -                | 0,7               |

### Bundestagswahl 2009
| Direktkandidat          | Partei     | Erststimmen in % | Zweitstimmen in % |
| ----------------------- | ---------- | ---------------- | ----------------- |
| Ingo Gädechens          | CDU        | 38,5             | 32,8              |
| Bettina Hagedorn        | SPD        | 34,3             | 28,2              |
| Hendrik Gerd Siegel     | FDP        | 11,3             | 17,6              |
| Maria-Elisabeth Fritzen | GRÜNE      | 8,1              | 10,6              |
| Lutz Heilmann           | LINKE      | 6,4              | 7,3               |
| Marcus Tietz            | NPD        | 1,0              | 0,9               |
| Jan Janssen             | unabhängig | 0,3              | —                 |
| —                       | PIRATEN    | —                | 1,6               |